# Rhodocybella rhododendri
Rhodocybella rhododendri är en svampart som beskrevs av T.J. Baroni & R.H. Petersen 1987. Rhodocybella rhododendri ingår i släktet Rhodocybella och familjen Entolomataceae.   Inga underarter finns listade i Catalogue of Life.